# Безпосереднє виробництво заліза
Безпосере́днє виробни́цтво залі́за, також пряме одержання заліза — відносно високотемпературний процес безпосереднього (обминаючи доменне виробництво чавуну) відновлення заліза з руд.
В старовину безпосереднє виробництво заліза провадили в сиродутних горнах сиродутним способом. Тепер багато металургів прагнуть відродити і удосконалити безпосереднє виробництво заліза. Є вже сотні пропозицій і патентів на різні способи безпосереднього виробництва заліза. Але тільки невелика кількість їх застосовується в промисловості або готується до випробувань в промисловому масштабі.
Всі процеси безпосереднього виробництва заліза, що відбуваються в агрегатах невеликої потужності, дають не готовий метал, а напівпродукт, що надходить як шихта до доменних, мартенівських і електричних печей. [джерело?]
Крупп-Ренн процес застосовується в трубчастих обертових печах і дає багатий на залізо матеріал, який переплавляють в доменних печах.
Віберга процес застосовується в шахтних печах; відновником є змішаний газ, що складається з окису вуглецю та водню. Як сировину можна використовувати лише дуже багату руду. Готовий продукт містить 90—93 % металічного заліза і 0,7 % вуглецю; його використовують в шихті електропечей для виплавлення високоякісної сталі. Відновлення заліза в киплячому шарі проходить напівпромислове випробування.